# Parseträd
Ett parseträd är en datastruktur som exempelvis kompilatorer bygger vid den syntaktiska analysen av källkod, och som sedan används för semantisk analys av det program som källkoden beskriver.